# Katalánská evropská demokratická strana
Katalánská evropská demokratická strana (katalánsky: El Partit Demòcrata Europeu Català - PDeCAT, španělsky: El Partido Demócrata Europeo Catalán) je španělská respektive katalánská výrazně patriotistická strana, která především usiluje o nezávislost Katalánska, sleduje ovšem i další obecně politické cíle.

## Historie
Byla vytvořena transformací, někdejší strany Demokratická konvergence Katalánska (Convergència Democràtica de Catalunya) na kongresu 21. května 2016, kde pro její vznik hlasovalo 67 % delegátů.Formálně konstituována byla o dva týdny později. Předsedou strany je ekonom Artur Mas i Gavarró ovšem presidentem Generalitat za tuto stranu je Carles Puigdemont. Strana je součástí souručenství více pro stran a politických subjektů usilujících o nezávislost Katalánska nazvaného: Junts pel Sí (Společně pro ANO v narážce na odpověď v potenciálním referendu).